# Basilica di San Nicola (Trnava)
La basilica di San Nicola  è una chiesa gotica di Trnava, in Slovacchia

## Storia
La basilica cattolica di San Nicola fu costruita tra il 1380 e il 1421. Le due cupole che sovrastano le torri furono aggiunte solo in seguito.
Funse dal 1543 al 1820 da cattedrale dell'arcidiocesi di Esztergom, da quando, con l'occupazione turca della pianura ungherese, nel Cinquecento gli arcivescovi avevano trasferito la loro sede tra Trnava e Presburgo; nell'Ottocento l'arcidiocesi tornò ad avere sede nella città di Esztergom.

## Architettura
La basilica, massiccia struttura in mattoni è orientata ad est. I contrafforti che sostengono le alte mura si alternano a finestre gotiche decorate con trafori di pietra originali. La più grande finestra gotica, adornata con ricche decorazioni e vetrate, è sul fronte della chiesa.

## Sepolture
L'umanista e studioso rumeno-ungherese Nicolas Oláh e il cardinale, diplomatico e scrittore croato Antun Vrančić sono sepolti nella chiesa.